# Заштитите своју децу од трауме (књига)
Заштитите своју децу од трауме : водич за родитеље : подстакните самопоуздање, радост и психолошку отпорност (енгл. Trauma-Proofing Your Kids: A Parents' Guide for Instilling Confidence, Joy and Resilience) је књига за самопомоћ америчког терапеута Питера А. Левина (енгл. Peter A. Levine) и Меги Клајн (енгл. Maggie Kline) објављена 2008. године. Издавачка кућа Harfa & Pametnica објавила је књигу на српски језик 2021. године у преводу Нине Колаковић.

## О књизи
Књига доноси рецепте за стварање психолошки отпорне деце без обзира на то какве су их животне недаће снашле. Пружа руку спаса родитељима који се питају како ће помоћи својој деци, као и једноставне, моћне алате који штите децу од опасности и помажу им да се опораве након стресних и турбулентних животних догађаја. Књига представвља ризницу једноставних активности за борбу против стреса и постављање граница. У њој се могу наћи бројне активности које умањују негативни утицај трауме на дечје тело, ум и дух. Аутори др Питер Левин и Меги Клајн доносе текстове који могу помоћи да боље разумемо различите врсте траума које наше дете може да доживи – и научиимо како да помогнемо деци да постану самопоуздана, психолошки отпорна и радосна људска бића.
Књига укључује поглавље о томе како се снаћи у неизбежним тешкоћама које се јављају током различитих узраста и фаза развоја, поједностављује често мистификујућу и сложену тему, оснажујући родитеље да одгајају истински самоуверену и радосну децу упркос стресним и турбулентним временима.